# De Cock met ceeooceeka en ik: ... en tien andere korte verhalen
De Cock met ceeooceekaa en ik is het laatste boek van Appie Baantjer, postuum verschenen.

## Inhoud
Het boek bevat 11 hoofdstukken.
Hoofdstuk 1 is meteen de titel van het boek. Op een sombere avond komt auteur Appie Baantjer zijn alter ego De Cock opzoeken aan het bureau aan de Warmoesstraat. Het moest er immers toch ooit van komen. Ze praten elkaar bij en stellen elkaar vragen totdat er weer een lijk van een jonge vrouw gevonden wordt. Op de plaats delict heeft Vledder liever niet dat Baantjer er bij is. Als de Cock en Baantjer later samen weer terug wandelen naar het bureau ziet Dick Vledder de twee mannen samenvloeien in één jas en één hoedje.
Hoofdstuk 2 is “Zeedijk -Glorie en verval”. Het bevat de persoonlijke bespiegelingen van de auteur. Het gebied rond de Zeedijk is in verval geraakt toen in de jaren zestig het politieke gezag in de stad Amsterdam wegviel. Vooral Robert Jasper Grootveld krijgt ervan langs. Waar de politie terug moest treden nam de buitenlandse misdaad het gebied over. En zo raakte rechercheur De Cock betrokken bij een groot aantal moordzaken.
De overige 9 hoofdstukken geven ofwel een beschrijving van het recherchewerk verteld vanuit de ik-persoon, in dit geval de auteur als oud politieman, of het zijn klassieke korte verhalen over rechercheur De Cock. Het zijn korte verhalen geworden omdat rechercheur De Cock duidelijke zaken snel kan oplossen.
Als toegift zijn vijf hoofdstukken opgenomen van de nieuwe misdaadroman: “Moord met een strijdbijl”. Het is de start van een nieuwe serie: Baantjer Inc., het vervolg op de De Cock-serie. Ed van Eeden schreef: "Moord met een strijdbijl" met medewerking en toestemming van de grote meester. Zo maakt de lezer kennis met het rechercheursduo Hendrick Zijlstra en Oscar Graanoogst. Hendrick mag oom zeggen tegen Jurriaan de Cock.

## Voetnoot
1. ↑  En moord is feitelijk de enige misdaad die deze rechercheur nog relevant vindt.